# Central City (Illinois)
Central City – wieś w Stanach Zjednoczonych, w stanie Illinois, w hrabstwie Marion.